# 16879 Campai
Campai (asteróide 16879) é um asteróide da cintura principal, a 2,6956295 UA. Possui uma excentricidade de 0,0229893 e um período orbital de 1 673,92 dias (4,58 anos).
Campai tem uma velocidade orbital média de 17,93132161 km/s e uma inclinação de 7,11653º.
Este asteróide foi descoberto em 24 de Janeiro de 1998 por Andrea Boattini, Maura Tombelli.